# Pectinantus
Pectinantus is een monotypisch geslacht van straalvinnige vissen uit de familie van glaskopvissen (Platytroctidae).

## Soort
- Pectinantus parini (Sazonov, 1976)